# عارف السويدي
عارف السويدي القاضي العراقي في العهد الملكي، كان رئيساً للتفتيش العدلي سنة 1923م. وفي عام 1936 أصبح عضوا في محكمة تمييز العراق. كان عضوا في ديوان التدوين القانوني بحكم عضويته في محكمة التمييز الذي تحال عليه التفسيرات المتعلقة بالقوانين العراقية. وفي عام 1945 أصبح نائبا لرئيس محكمة تمييز العراق. كان نائباً في مجلس النواب العراقي في العهد الملكي عن المنطقة الثامنة لمرتين . 

## الولادة والنشأة
هو عارف يوسف السويدي ولد في بغداد سنة 1886م ويأتي لقبه السويدي نسبة إلى جده الأكبر عبد الله السويدي والذين تعود أصولهم إلى آل مدلل من القاطنين في قضاء الدور شمال سامراء وينتسبون إلى جدهم الأكبر العباس بن عبد المطلب عم النبي محمد.
وآل السويدي اشتهر رجالها بالعلم والأدب والإفتاء والتدريس فهو الابن الثالث للشيخ يوسف أفندي السويدي أحد رجال ثورة العشرين وأحد قضاة العراق في العهد الملكي، وعند قيام الحياة النيابية في العراق عين عضوا بمجلس الأعيان، حيث اختير والده يوسف افندي أول رئيس لمجلس الأعيان في العراق في 16 تموز 1925 وجدد انتخابه حتى 16 تموز 1929.
والأستاذ عارف السويدي شقيق ناجي السويدي رئيس وزراء العراق، وتوفيق السويدي رئيس وزراء العراق والدكتور الطبيب شاكر السويدي.

## دراسته
درس في مدرسة الحقوق في إسطنبول وتخرج حاملاً شهادة الدكتوراه. 

## وظائفه
- أستخدم في محكمة الجنايات والحقوق في إسطنبول، ثم عاد إلى العراق فعين أستاذاً في مدرسة حقوق بغداد لتدريس مادة مجلة الأحكام العدلية عام 1908م، وعاد للتدريس فيها بعد إعادة العمل فيها بعد الحرب العالمية الأولى عام 1919.
- عين قائم مقاماً (مدير مدينة) الكوت، ثم عين في الكاظمية بنفس المنصب.
- في سنة 1921م عين حاكماً لصلح بغداد.
- نقل حاكماً في محكمة تمييز العراق سنة 1922م.
- أصبح رئيساً للتفتيش العدلي سنة 1923م.
- عام 1936 كان عضوا في محكمة تمييز العراق.
- كان عضوا في ديوان التدوين القانوني بحكم عضويته في محكمة التمييز الذي تحال عليه التفسيرات المتعلقة بالقوانين العراقية.
- عام 1945 كان نائبا لرئيس محكمة تمييز العراق.
- كان نائباً في مجلس النواب العراقي في العهد الملكي عن المنطقة الثامنة لمرتين حيث حل محل النائب توفيق المختار الذي كان نائباً عن المنطقة لدورات عديدة والتي تشمل مناطق سوق الجديد وخضر الياس وسوق حماده والتكارته والشيخ علي وغيرها.

## مؤلفاته
- شرح مجلة الأحكام العدلية، بغداد، مطبعة الفلاح، 1922 م
- كتاب الوكالة—1923
- كتاب الصلح والإبراء—1924
- كتاب الدعوى—1928